# Baba Berthé
Pour les articles homonymes, voir Berthé.
Baba Berthé, né vers 1961 à Sougoumba dans la commune de Konigué (cercle de Koutiala), est un homme politique malien.

## Biographie
Après des études fondamentales dans son village natal puis à l'école fondamentale privée de Koutiala, il poursuit ses études au lycée de Sikasso où il obtient le bac puis à l’École nationale d'administration à Bamako .
Baba Berthé intègre la fonction publique en 1987 et accomplit son service nationale des jeunes avec un stage à la direction centrale du personnel de l'administration et des finances de l'État-major de l'armée de l'air. En 1989, il est nommé secrétaire général du gouvernorat de Tombouctou et devient entre mars 1989 et janvier 1991 chef d'arrondissement à Gargando et Razelma (Région de Tombouctou) puis entre janvier et août 1991, chef d'arrondissement à Gossi.
En 1992 et 1998, il étudie à l'université des sciences sociales de Toulouse où il obtient un DEA en droit public fondamental, puis un doctorat en droit public en 1998,.
À partir de 1998, Baba Berthé est chargé de cours à l’université de Bamako . Entre 2000 et 2004, il est professeur invité à l’Institut d'études politiques de Toulouse où il donne des cours relatifs notamment à l’évolution des pratiques démocratiques en Afrique au cours de la décennie 1990-2000, à la problématique de la sécurité en Afrique de l’Ouest et à l’économie rurale au Mali.
Il est chargé de mission à la présidence de la République entre 2000 et 2004, puis conseiller technique au secrétariat général de la présidence et 2e adjoint du secrétaire général de la Présidence de 2008 à 2011.
Le 16 mai 2011, il est nommé secrétaire général de la Présidence de la République,.
Le 15 décembre 2012, il est nommé ministre de l’Agriculture dans le  gouvernement de Diango Cissoko.

## Distinction
Baba Berthé est chevalier de l'ordre national du Mali.

## Sources
1. 1 2 3 4 5 6  « Baba Berthé, nouveau secrétaire général de la Présidence : une riche carrière professionnelle », L’Essor,‎ 23 mai 2011 (lire en ligne)
2. ↑  SUDOC 049617834
3. 1 2   « Qui sont les nouveaux ministres ? », Le Scorpion,‎ 19 décembre 2012 (lire en ligne)
4. ↑  Décret présidentiel n°2011-251 du 16 mai 2011
5. ↑  « Liste complète des membres du Gouvernement du Mali », Primature du Mali, 16 décembre 2012